# Pedro de Añazco
Pedro de Añazco, né en 1550 à Chachapoyas (Pérou) et mort à Asuncion (Paraguay) (ou à Córdoba en Argentine) le 12 avril 1605, est un prêtre jésuite créole péruvien, missionnaire et explorateur.

## Biographie
Fils du capitaine espagnol et compagnon de Sebastián de Belalcázar, Pedro de Añazco, entre dans la Compagnie de Jésus en 1572 et est envoyé en 1577 comme missionnaire dans la région du lac Titicaca puis, à partir de 1593, il vit chez les Abipons dans le Gran Chaco. Immergé ainsi dans le milieu indien, il compose une grammaire en neuf langues.
Après avoir effectué son quinzième voyage missionnaire en Tucumanie, il se retire à Córdoba, en Argentine, où il meurt à l'âge de cinquante-cinq ans.